# ليا موتوسامي
ليا مليسا موتسامي (بالفرنسية: Léa Moutoussamy)‏ (ولدت في 18 أكتوبر 1997 في باريس)؛ هي مبارزة منصل جزائرية يمينية.   شاركت في سباق السيدات في الألعاب الأولمبية الصيفية 2012 ، خسرت خلاله في الجولة الأولى أمام الروسية صوفيا فيليكايا بنتيجة 15–6.  صنفت كأصغر مبارزة تشارك في الألعاب الأولمبية في عام 2012 ؛ وكانت تبلغ من العمر 14 عامًا و 288 يومًا.  

## روابط خارجية
- ليا موتوسامي على موقع الاتحاد الدولي للمبارزة (الإنجليزية)
- ليا موتوسامي على موقع اللجنة الأولمبية الدولية (الإنجليزية)
- ليا موتوسامي على موقع أوليمبيديا (الإنجليزية)